# Philodendron lacerum
Philodendron lacerum är en kallaväxtart som först beskrevs av Nikolaus Joseph von Jacquin, och fick sitt nu gällande namn av Heinrich Wilhelm Schott. Philodendron lacerum ingår i släktet Philodendron och familjen kallaväxter. Inga underarter finns listade.

## Bildgalleri

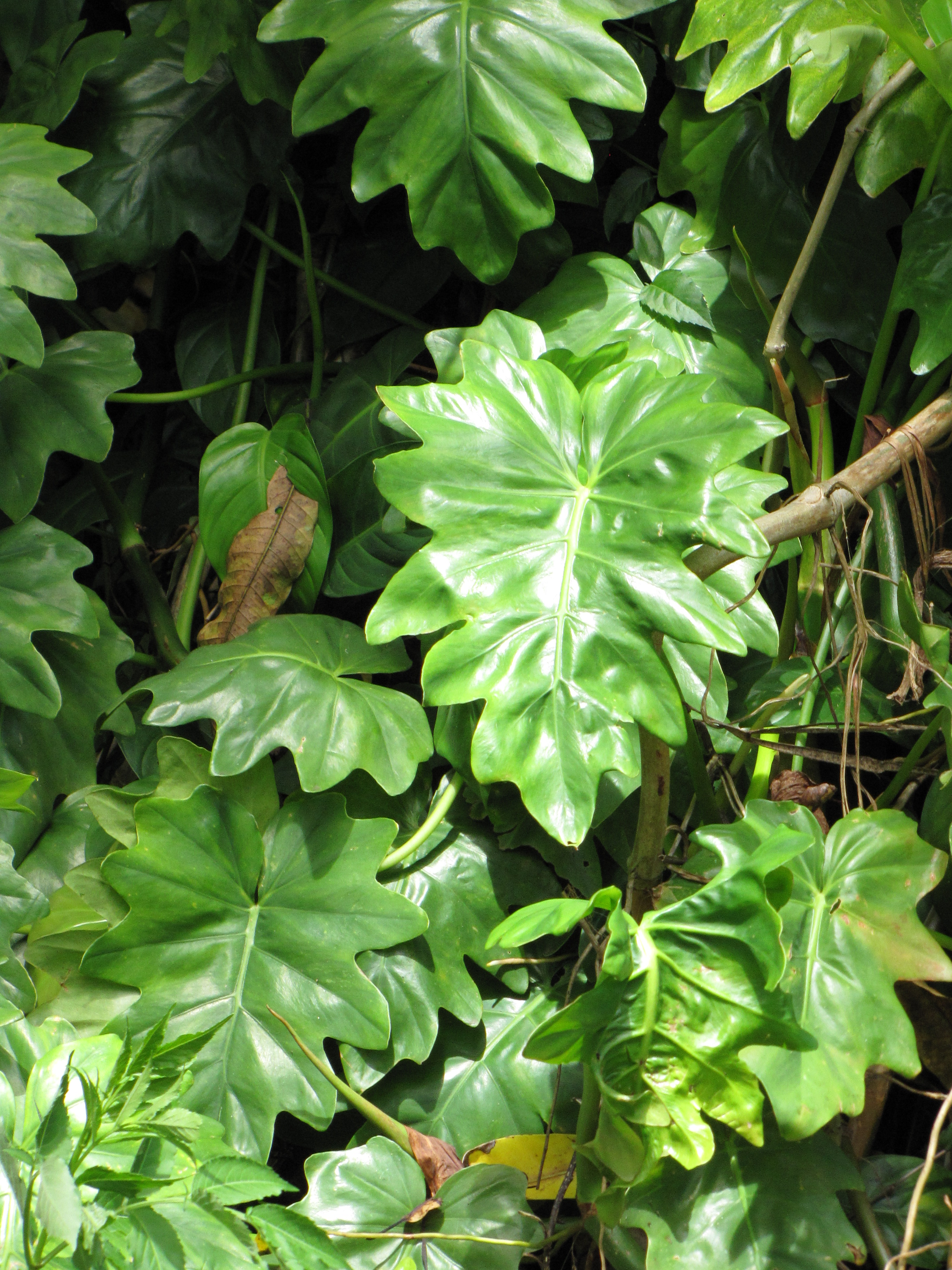
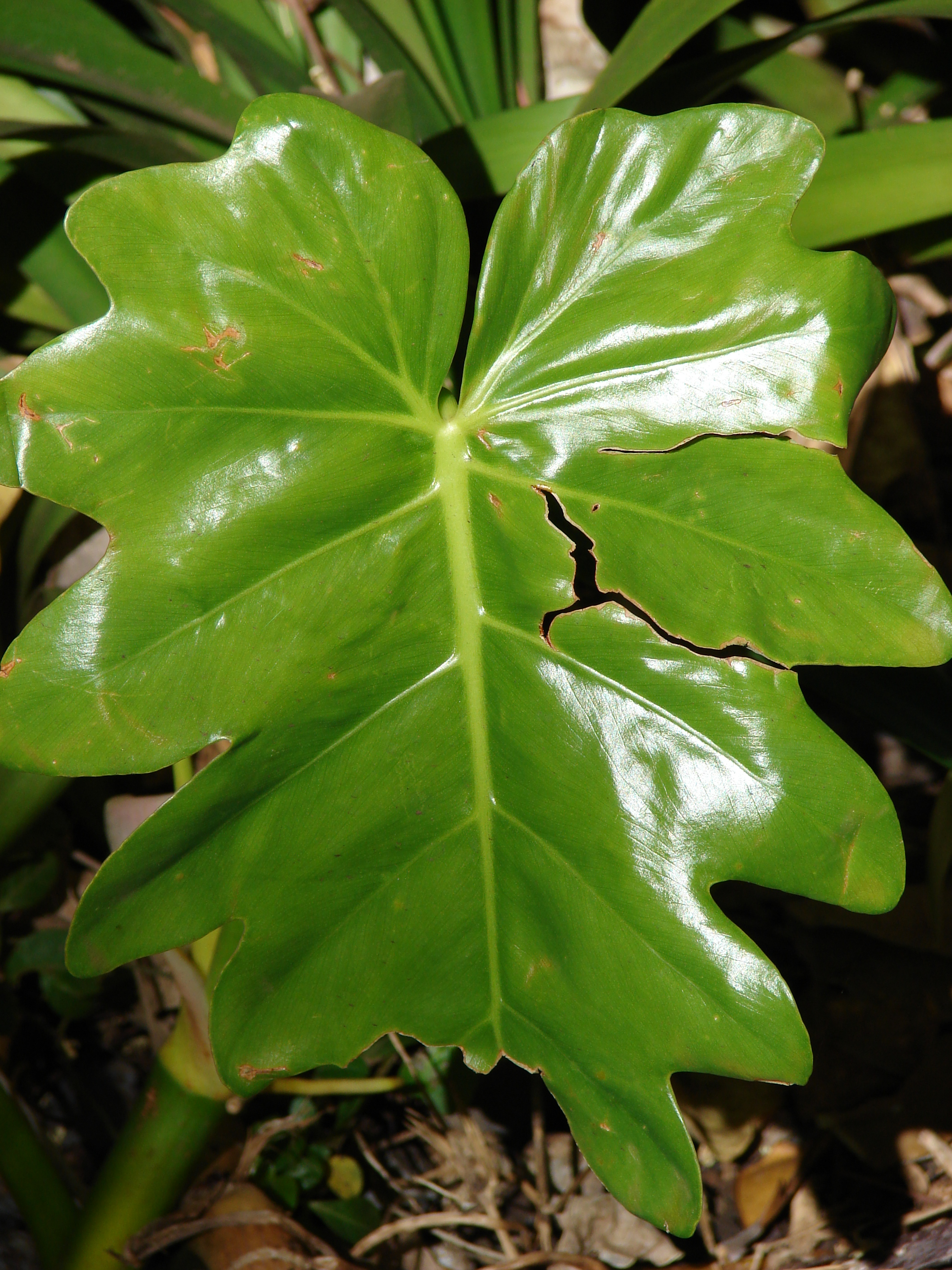